# Der Geist und Mrs. Muir
Der Geist und Mrs. Muir (Originaltitel: The Ghost & Mrs. Muir) ist eine 50-teilige US-amerikanische Fernsehserie, die von September 1968 bis März 1970 erstgesendet wurde. Die erste Staffel lief auf NBC, die zweite war auf ABC zu sehen. Ab dem 18. März 1970 strahlte die ARD 43 Folgen in unregelmäßigen Abständen in ihrem Nachmittagsprogramm aus.

## Inhalt
Die verwitwete Schriftstellerin Carolyn Muir zieht mit ihren Kindern Jonathan und Candy sowie Haushälterin Martha und Hund Scruffy in ein altes Haus im fiktiven Fischerdorf Schooner Bay an der neuenglischen Küste. Besitzer und Vermieter Claymore Gregg ist ein Nachfahre eines früheren Eigentümers, Captain Daniel Gregg, dessen Geist bis auf den heutigen Tag im Haus herumspukt. Bis jetzt ist es ihm immer gelungen, etwaige Mieter zu vergraulen, doch an Carolyn beißt sich Gregg die Zähne aus. Sie, die ihn gemeinsam mit Jonathan zunächst als einzige sehen kann, bietet ihm Paroli, so dass er mit der Zeit sogar Sympathien für die neue Mieterin entwickelt und seine schützende Hand über sie und ihre Familie hält. Im weiteren Verlauf der Serie erscheint Gregg auch Candy und Martha, nicht aber Claymore, für dessen Hasenfüßigkeit er sich schämt und die direkte Verwandtschaft lieber verleugnen würde. Häufig ist Claymore dabei Opfer grober Scherze des Kapitäns.

## Sonstiges
Produziert wurde die Serie in den Studios der 20th Century Fox sowie in der kalifornischen Stadt Montecito. Sie basiert auf dem Film The Ghost and Mrs. Muir (Ein Gespenst auf Freiersfüßen) aus dem Jahr 1947 mit Gene Tierney, Rex Harrison und George Sanders in den Hauptrollen. Für die einzelnen Folgen zeichneten verschiedene Autoren und Regisseure verantwortlich. In Gastrollen wirkten bekannte Schauspieler wie Bill Bixby, Ed Begley, Kenneth Mars, Dom DeLuise, Richard Dreyfuss oder Kathleen Freeman mit.
Auf deutschen Bildschirmen sah man Edward Mulhare in den 1980er-Jahren noch einmal in einer Serienrolle. In der Action-Serie Knight Rider war er der Chef der von David Hasselhoff gespielten Hauptfigur.
Die ARD zeigte die Serie in einer synchronisierten Fassung ab März 1970. Sie lief in unregelmäßigen Abständen an verschiedenen Wochentagen, mittwochs, sonnabends oder sonntags. Lediglich im Sommer 1971 wurde sie durchgehend für einige Monate am Sonntagnachmittag ausgestrahlt.
Der Geist und Mrs. Muir lief auch in anderen europäischen Ländern, in Finnland, Frankreich, Italien und Spanien.

## Besetzung
| Rollen             | Schauspieler          | Synchronsprecher |
| ------------------ | --------------------- | ---------------- |
| Capt. Daniel Gregg | Edward Mulhare        | Helmo Kindermann |
| Carolyn Muir       | Hope Lange            | Marina Ried      |
| Jonathan Muir      | Harlen Carraher       |                  |
| Candice Muir       | Kellie Flanagan       |                  |
| Martha Grant       | Reta Shaw             | Paula Lepa       |
| Claymore Gregg     | Charles Nelson Reilly | Manfred Steffen  |

## Auszeichnungen (Auswahl)
- 1969: Golden-Globe-Nominierung für Hope Lange als beste Fernsehschauspielerin
- 1969: Emmy für Hope Lange als beste Hauptdarstellerin in einer Comedyserie
- 1969: Emmy-Nominierung für Edward Mulhare als bester Hauptdarsteller in einer Comedyserie
- 1970: Emmy-Nominierung für Charles Nelson Reilly als bester Nebendarsteller in einer Comedyserie
- 1970: Emmy für Hope Lange als beste Hauptdarstellerin in einer Comedyserie